# 小野文明
小野 文明（おの ふみあき、1993年9月28日 - ）は、NHKのアナウンサー。

## 来歴
東京都生まれ、埼玉県さいたま市出身。早稲田大学政治経済学部を卒業。
2016年、NHKに入局。初任地は高知放送局。2020年に松山放送局、2023年4月に東京アナウンス室へ異動。2025年4月から仙台放送局に異動。

## 趣味、特技、逸話など
- 空手を17年間していた[5]。中学・高校時代は空手部に所属し、空手大会に出場した経験がある[2][注釈 1]。
- 好きな食べ物は、ライチやマンゴーなど南国のフルーツ、蟹、ギョーザ。趣味は映画鑑賞で、リフレッシュ術は風呂上がりにコーラを飲みつつ映画鑑賞をすることで、好きな映画はスターウォーズ（もしアナウンサーになれなかったらジェダイの騎士になりたかったくらいにスターウォーズが好き）[5]
- モットーは「やると決めたら最後までやり抜く」[5]。座右の銘は「前のめりにいこう」[3]。
- 朝寝坊をしたことが無いことがちょっとした自慢[5]。おはよう日本に出演する日は、深夜0時に起床[6]。

- 松山放送局時代に一緒に勤務をしていた野口琢矢気象予報士とは、旅行に行くなどプライベートでも仲良くしていた[7]。

## 現在の担当番組
- ウィークエンド東北（キャスター：2025年4月5日 - ）[4]
- 宮城県・東北地方のニュース

## 過去の担当番組
研修中
- どーも、NHK（2016年6月12日） - 新人お披露目

高知放送局時代（2016年度 - 2019年度）
- こうちいちばん（キャスター：2018年4月 - 2020年3月・それ以前は神戸和貴・千野秀和のキャスター代行など）
- 高知県のニュース・中継・リポート
- ニュース845こうち

松山放送局時代（2020年度 - 2022年度）
- あさイチ
  - 『おでかけLIVE 初挑戦!屋内パラグライダー・トーイング』ナビゲーター（2020年9月14日）[8]
  - 『おでかけLIVE 本物の城で1泊2日の城主体験』ナビゲーター（2020年9月15日）[9]
  - 『いまオシ!LIVE 『空中からの中継！気球で眺める別世界』～愛媛県・久万高原町～』リポーター（2022年5月25日）[10]
- ギュッと!四国（キャスター：2020年4月 - 2022年3月）
- NHKニュースおはよう日本（5時台八田知大の代理キャスター：2022年8月8日 - 10日、12日）
- ゆく年くる年（2022年 - 2023年）愛媛県宇和島市にある泰平寺の紹介や話題についてのリポート
- ひめDON!（キャスター：2022年4月15日 - 2023年3月10日）
- 夏井いつきの「ラジオでとことん俳句!」（司会:不定期）
- 愛媛県・四国地方のニュース・中継・リポート
- ひめポン!845（不定期）[注釈 2]

東京アナウンス室時代（2023年度 - 2024年度）
- NHKニュースおはよう日本（平日5時台キャスター、6時台 - 7時台ニュースリーダー：2023年4月17日 - 2025年3月14日、今井翔馬の代理キャスター：2024年5月22日、9月9日 - 13日）
  - 2023年度は金子峻・八田知大との1週間ごとのローテーション
  - 2024年度は勝呂恭佑・打越裕樹との1週間ごとのローテーション
- ニュース・気象情報（午前9時）（2023年4月17日 - 2025年3月14日）
- 明日をまもるナビ （ナレーション：2023年4月 - 2025年3月）
- さわやか自然百景（ナレーション：2023年9月17日「徳島 宍喰の海」）
- NHKラジオニュース（土日祝ニュースリーダー、2023年10月14日 - 2024年3月、佐藤龍文・田中逸人らと週替わりで担当）
- サタデーウオッチ9（江原啓一郎の代理ニュースリーダー：2024年2月3日）
- 令和6年能登半島地震の災害報道対応による金沢放送局への応援派遣
  - 正午のニュース、能登半島地震 ライフライン情報（2024年2月21日：全国放送） - 能登鹿島駅（穴水町）から中継リポート
  - 正午のニュース、能登半島地震 ライフライン情報（2024年2月22日：全国放送） - 志賀町から中継リポート
  - 能登半島地震 ライフライン情報（2024年2月23日：全国放送） - 珠洲市から中継リポート
- 午後LIVE ニュースーン（リポーター：2024年4月2日 - 2025年2月25日）
- NHKニュース7（リポーター：2024年4月15日 - 2025年2月13日）
- 国際報道2024（栗原望の代理キャスター）（2024年5月27日 - 31日）
- 3か月でマスターする数学（ナレーション：2024年8月21日、28日、9月11日、25日）[11]
- 長崎県のニュース（長崎放送局への応援）（2024年12月11日 - 12日）※12日のお昼のニュースは、同日の『列島ニュース』でも全国放送。

仙台放送局時代（2025年度 - ）
- てれまさ（宮﨑慶太の代理キャスター:2025年5月2日、8月12日 - 15日）

## 同期のNHKアナウンサー
- 浅野里香
- 江原啓一郎
- 押尾駿吾
- 川﨑理加
- 佐々木芳史
- 澤田拓海
- 佐藤あゆみ（退職→フリーアナウンサー）
- 高栁秀平（退職→博報堂DYメディアパートナーズグループ）
- 竹野大輝
- 中川安奈（退職→ホリプロ）
- 中村慎吾
- 法性亮太
- ホルコムジャック和馬